# پولینیژن ایرلاینز
پولینیژن ایرلاینز (به انگلیسی: Polynesian Airlines) یک شرکت هواپیمایی با کد یاتا OL است که دفتر مرکزی آن در آپیا، ساموآ واقع شده و به ۷ مقصد پرواز مستقیم انجام می‌دهد.